# Chrysochlorina frosti
Chrysochlorina frosti är en tvåvingeart som beskrevs av James 1939. Chrysochlorina frosti ingår i släktet Chrysochlorina och familjen vapenflugor. Inga underarter finns listade i Catalogue of Life.